# Stefan Batory (1905)
Statek uzbrojony Stefan Batory – statek towarowo-pasażerski zarekwirowany w 1920 w czasie wojny polsko-bolszewickiej i wcielony do Flotylli Wiślanej. Uzbrojony w dwie armaty polowe kalibru 76,5 mm. W czasie wojny działał między Modlinem a Nieszawą.
Statek w 1926 zwrócony właścicielom.

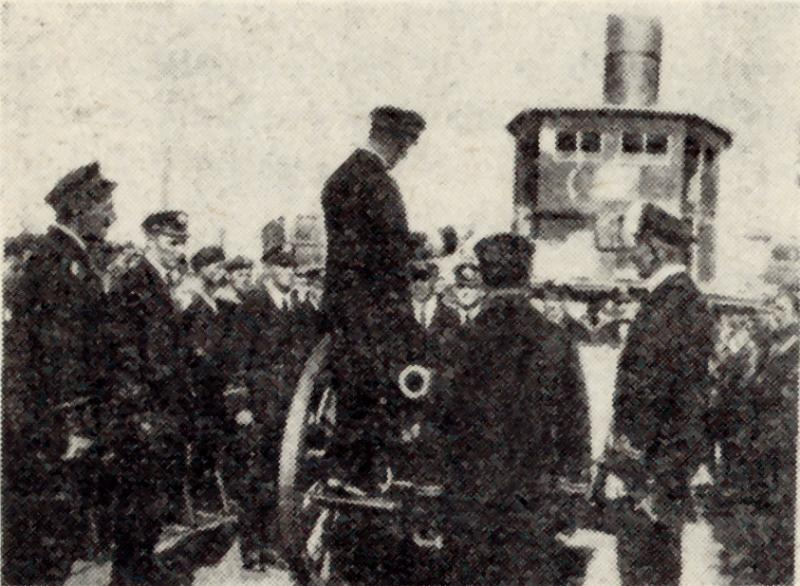
Działo na pokładzie „Stefana Batorego” 1920 r.
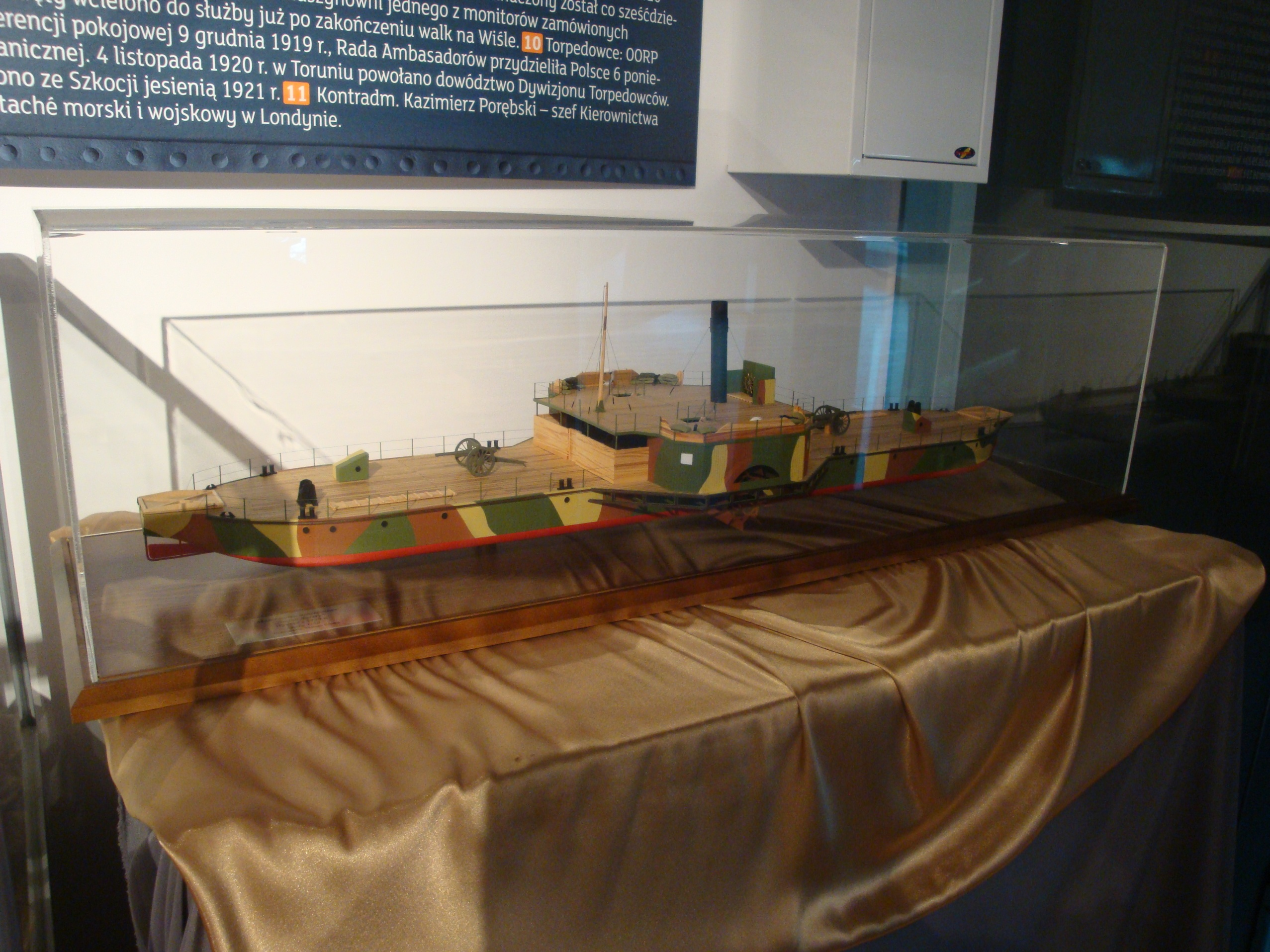
Model w Muzeum Marynarki Wojennej w Gdyni